# 奧傑斯科耶區

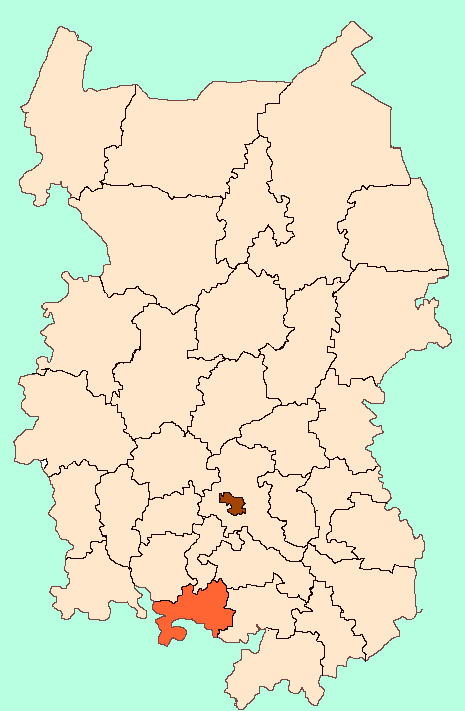

54°11′10″N 73°03′00″E / 54.18611°N 73.05000°E
奧傑斯科耶區（俄语：Одесский район），是俄羅斯的一個區，位於該國西南部，由鄂木斯克州負責管轄，面積1.800平方公里，2010年該區人口17,422，人口密度每平方公里9.68人。